# Эффект Кулешова
«Эффект Кулешова» — монтажный эксперимент, впервые проделанный Львом Кулешовым в 1918 году. Его суть состоит в том, что одни и те же кадры в монтажной взаимосвязи приобретают разный смысл.
Описан в книге Кулешова «Искусство кино», опубликованной в 1929 году.

## Описание эксперимента
Смысл проведённого Львом Кулешовым эксперимента заключался в следующем.
Он чередовал один и тот же кадр – крупный план актёра Ивана Мозжухина — с различными другими кадрами (тарелка супа, детский гробик, девочка, играющая с куклой на диване). В монтажной взаимосвязи эти кадры приобретали разный смысл. Каждый раз менялись переживания человека на экране. Из двух кадров рождалось новое – третье – понятие, которое до этого в них не содержалось.
Зрители, посмотревшие фрагменты, независимо друг от друга пришли к выводу, что в одном случае Мозжухин предвкушает хороший обед, в другом — опечален смертью ребёнка, в третьем — очарован играющей девочкой. В действительности выражение лица актёра во всех трёх случаях было одним и тем же. 
Эксперимент убедительно показал, что содержание последующего кадра способно полностью изменить смысл кадра предыдущего. Кулешов вспоминал:

Открытие ошеломило меня. Я убедился в величайшей силе монтажа. Монтаж – вот основа, сущность построения кинокартины! По воле режиссера монтаж придает различный смысл содержанию.
За рубежом, где «эффект Кулешова» стал известен благодаря книге Всеволода Пудовкина «Кинорежиссёр и киноматериал» 1926 года, автором эксперимента считали Пудовкина. В немецком переводе его книга вышла в 1928 году, то есть до того, как Лев Кулешов опубликовал свою книгу «Искусство кино» (1929).
«Эффект Кулешова» приобрёл мировую известность и наряду с экспериментом «Творимая земная поверхность» стал хрестоматийным.